# 456 до н. е.

## Події
- 456 — Консули Марк Валерій Максим Латук та Спурій Вергіній Трикост Целіомонтан.
- 456 - Закон про розподіл землі на Авентинському пагорбі між плебеями.
  - 456/5 — Афінський архонт-епонім Калій.
- Капітуляція Егіни перед афінянами. Афіняни захопили острів Кефалонія.
- Одна з можливих дат придушення спартанцями чергового повстання ілотів.
- 456 до н.е. (457 до н.е.) Закінчено будівництво Храму Зевса в Олімпії.

## Померли
- Есхіл — давньогрецький драматург-трагік.

| рік | Це незавершена стаття про рік. Ви можете допомогти проєкту, виправивши або дописавши її. |